# Patrick Carman
Patrick Carman (ur. 27 lutego 1966 w Salem) – amerykański pisarz, autor serii Kraina Elyona.

## Życiorys
Carman dorastał w Salem. Jest absolwentem Uniwersytetu Willamette. Spędził dziesięć lat w Portland, gdzie pracował w reklamie, projektowaniu gier i technologii. Po karierze przedsiębiorcy, Carman został pisarzem specjalizującym się w książkach dla młodzieży i dzieci. Obecnie mieszka w mieście Walla Walla w stanie Waszyngton, z żoną Karen i dwoma córkami (Reese i Sierra).